# Jiandi Dao
Jiandi Dao (湔氐道) va ser una prefectura de l'antiga Xina situada al voltant de l'actual regió de Songpan, a l'est de l'Altiplà Qingzang i la part nord de la província de Sichuan. Jiandi Dao fou fundada per l'Estat de Qin (秦) després conquerida per l'Estat de Shu (蜀) el 316 aC. La Dinastia Han va restablir Jiandi Dao en el sisè any de Yuanding (元鼎六年, 111 dC). Jiandi Dao va ser canviada al Comtat de Jiandi i es convertí en part constitutiva de Wenshan Jun (汶山郡) en la Dinastia Jin (265-420). Di (氐) és un antic gran grup ètnic que vivia a l'oest de la Xina, es considera de vegades que va ser part de Qiang, dit Diqiang. Dao (道) en les dinasties Qin i Han és una mena d'unitat administrativa que existia principalment a les tribus primitives.